# 能美市消防本部
能美市消防本部（のみししょうぼうほんぶ）は、石川県能美市の消防部局（消防本部）。

## 概要

### 所在地
消防本部・寺井消防署
〒923-1121 石川県能美市寺井町ク9番地1
根上分署
〒929-0124 石川県能美市浜町カ175番地
辰口分署
〒923-1244 石川県能美市来丸町1111番地

### 管内の概要
- 管内人口 - 50,053人

2019年（平成31年）4月1日現在
- 管内世帯数 - 18,904世帯

2019年（平成31年）4月1日現在
- 管内面積 - 84.14 km2

2018年（平成30年）10月1日現在

## 沿革
- 2016年（平成28年）5月 - 能美広域事務組合消防本部から能美消防本部に改称する。
- 2017年（平成29年）4月1日 - 能美市消防本部に組織変更する。

## 組織
2018年（平成30年）4月1日現在、消防職員の実員は88人となっている。
- 消防長
  - 庶務課
    - 庶務係

  - 予防課
    - 予防係

  - 警防課
    - 警防係
    - 指令係

  - 寺井消防署
    - 庶務係
    - 予防係
    - 警防係
    - 分署（根上・辰口）
      - 庶務係
      - 警防係